# Des Bleus dans le brouillard
Des Bleus dans le brouillard est la soixante-dixième histoire de la série Les Tuniques bleues de Lambil et Raoul Cauvin. Elle est publiée pour la première fois du no 3661 au no 3664 du journal Spirou, puis en album en 2008.

## Résumé
Sur Lookout Mountain (en) s'est établi un camp de confédérés. Dans la vallée, les Nordistes cherchent un moyen pour les déloger. C'est à ce moment que surgit le tandem Chesterfield et Blutch, qui a pour mission de transmettre une lettre au général Hooker. Mais la nouvelle ne semble pas plaire à ce dernier qui rentre dans une crise d'hystérie assez impressionnante. Chesterfield et Blutch n'en font pas grand cas et se préparent à retourner vers leur camp. Hooker ne les laisse pas filer. Ils sont réquisitionnés comme éclaireurs. Mais cela ne va pas sans peine. Les confédérés les attendent de l'autre côté de la rivière, et l'opération échoue. Qu'à cela ne tienne, Hooker ne se laisse pas décourager pour autant. Le brouillard s'abat sur la vallée et Hooker profite de cette intempérie pour mettre le cap sur la montagne… Alors qu'il croit profiter du brouillard pour surprendre les confédérés, ses troupes se dispersent, se perdent et même se tirent dessus.

## Contexte historique: la bataille de Chattanooga
Cet album raconte le scénario de la bataille de Lookout Mountain, un des combats de la bataille de Chattanooga qui s'est déroulée dans le Tennessee entre le 23 et le 25 novembre 1863. Comme la bande dessinée l'indique, cette bataille a opposé les confédérés aux nordistes. Ceux-ci sont sous le commandement du général Hooker, surnommé « Fighting Joe » en raison de son caractère. Avant de devenir général, il a été officier, puis il est devenu général d'état-major durant la Guerre de Sécession. Celui-ci n'était pas seul car à ses côtés, il y avait le général William Sherman reconnu pour sa stratégie et le général Ulysses S. Grant ; celui-ci a fait une grande carrière militaire avant de devenir président. C'est lui qui a mis en place les plans que Hooker fera suivre à ses troupes. De l'autre côté, les Confédérés sont commandés par le général Bragg.
Les hommes du général Grant avaient réussi à gagner les versants gauche de la montagne, mais les hommes de Hooker, eux, devaient faire face à un versant raide et rocailleux qui les empêchait de progresser. Pour les aider, 23 000 hommes furent envoyés eux aussi contre les confédérés. Grâce à ce plan, les Nordistes remportèrent la victoire, bien qu'elle fût inespérée. Les Confédérés partirent quelque temps plus tard pour rejoindre le versant sud. Lors de cette bataille, environ 13 000 hommes ont péri. Cette bataille a eu lieu par un jour de brouillard intense, ce qui l'a rendue encore plus compliquée. C'est d'ailleurs pour cela qu'elle devait s'appeler « La bataille au-dessus des nuages ».
Dans la bande dessinée, certains détails ne sont pas mentionnés. La bataille n'est pas racontée dans son entièreté.

## Personnages
- Sergent Chesterfield
- Caporal Blutch
- Joseph Hooker